# William Beaumont
Pour les articles homonymes, voir Beaumont.
William Beaumont (21 novembre 1785 - 25 avril 1853) était un chirurgien de l'US Army qui se rendit célèbre par ses recherches sur la digestion humaine, on dit de lui qu'il est le « père de la physiologie gastrique ».

## Biographie
William Beaumont naquit le 21 novembre 1785 à Lebanon, dans le Connecticut. Il grandit à la ferme familiale jusqu'en 1806. Il quitta son domicile pour devenir instituteur dans l'État de New York, à Champlain. Il étudia la médecine durant son temps libre avec des médecins locaux. En 1810, il est l'apprenti d'un médecin dans le Vermont chez qui il acquit une grande expérience, et il obtient une licence pour pratiquer la médecine dans le Vermont.
Lors de la guerre anglo-américaine de 1812, il sert comme chirurgien dans l'armée, et participe à la bataille du lac Champlain. Après la guerre, il est médecin civil pratiquant dans la région de New-York.
En 1820, il est réembauché comme chirurgien dans l'armée et affecté à Fort Mackinac dans le Michigan, où il était le seul médecin de la région. En 1821, il épouse Deborah Green, dont il aura trois enfants. Sa carrière militaire s'effectue dans différents forts et postes-frontières. Il quitte l'armée en 1832 pour s'installer à Washington, D.C..
En 1833, il est nommé docteur honoris causa de la Columbian University of Washington (devenue Université George-Washington). En 1837, il est professeur de chirurgie de l'Université de Saint-Louis.
Il est membre honoraire de nombreuses sociétés médicales aux États-Unis, vice-président (1838)  et président (1841) de la Missouri Medical Society.
William Beaumont est resté très actif jusqu'à la fin de sa vie mouvementée, il meurt à son domicile de Saint-Louis (Missouri) en 1853, des suites d'un accident.

## Alexis Saint Martin
William Beaumont soigna Alexis Saint Martin (18 avril 1794 – 24 juin 1880), un trappeur canadien grièvement blessé au ventre par un accident de fusil en 1822. Incapable de refermer la plaie pénétrante qui avait percé la paroi de l'estomac, Beaumont profite de cette circonstance pour aménager une fistule permettant de voir l'intérieur de son estomac.
Saint Martin devient l'homme à tout faire du médecin et surtout son cobaye professionnel (avec contrat et salaire), lui permettant d'observer la digestion in vivo, ce qui était une première mondiale (à cette époque on savait très peu de choses sur la digestion).
Le chirurgien publie sa première observation en 1825 dans le Philadelphia Medical Recorder, et ses conclusions dans son ouvrage de 1833.
En 1828, lorsqu'il est transféré à Saint-Louis, pour servir à Fort Crawford à Prairie du Chien pour une durée de cinq ans, il s'arrange pour   qu'Alexis Saint Martin le rejoigne comme cobaye et homme à tout faire. Au début de 1831, il mene une nouvelle série d'expériences sur Saint Martin, allant de la simple observation d'une digestion normale aux effets de la température et même des émotions sur le processus digestif. En avril, Saint Martin retourne au Canada.

## Nouvelles recherches et publication
À Washington, William Beaumont rencontre à nouveau Saint Martin et relance une série d'expériences sur la manière dont les différents aliments sont digérés par l'estomac.
En 1833, William Beaumont quitta Washington pour Plattsburgh pour publier ses conclusions dans son ouvrage intitulé Experiments and Observations on the Gastric Juice and the Physiology of Digestion. Cet ouvrage est reconnu comme le premier code d’éthique de la recherche médicale, l’expérimentation sur des humains devant être obtenue par le consentement volontaire du sujet. Alexis St. Martin rentra au Canada au printemps de 1833 et ne revit plus William Beaumont.
En 1839, Beaumont ouvre un cabinet médical à Saint Louis où il pratique jusqu'à sa mort en 1853. Son patient, Alexis Saint Martin mourut quant à lui à l'âge de 86 ans le 24 juin 1880, à Saint-Thomas de Joliette, Canada.
La fistule stomacale accidentellement constituée donna l'idée d'en faire d'artificielles sur des animaux. Par exemple Claude Bernard cite les observations de Beaumont pour montrer que ces études sont comparables à celles des fistules gastrique sur le chien.

## Honneurs
Plusieurs institutions portent son nom, dont le William Beaumont Hospital à Royal Oak et Troy, ainsi que le William Beaumont Army Medical Center à El Paso.

## Publication
- (en) Experiments and Observations on the Gastric Juice and the Physiology of Digestion, 1833 (ISBN 0-7661-2716-8) )

## Évocation
L'auteur Karl Iagnemma évoque le travail de William Beaumont sur Alexis Saint Martin dans sa nouvelle intitulée Les enfants de la faim, parue dans le recueil De la nature des interactions amoureuses aux éditions Albin Michel,.